# Carl Friedrich Maelzer

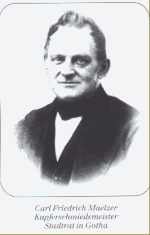
Carl Friedrich Maelzer (ca. 1850)

Johann Carl Friedrich Maelzer (* 16. Februar 1803 in Gotha; † 17. Oktober 1872 ebenda) war ein deutscher Kupferschmiedemeister und Unternehmer. Seine Familie betrieb über drei Generationen, von 1839 bis 1972, den Tobiashammer in Ohrdruf.

## Leben

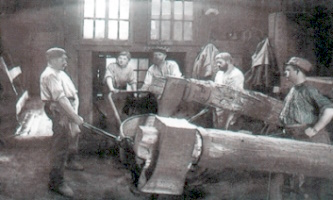
Der Tobiashammer innen (1897)

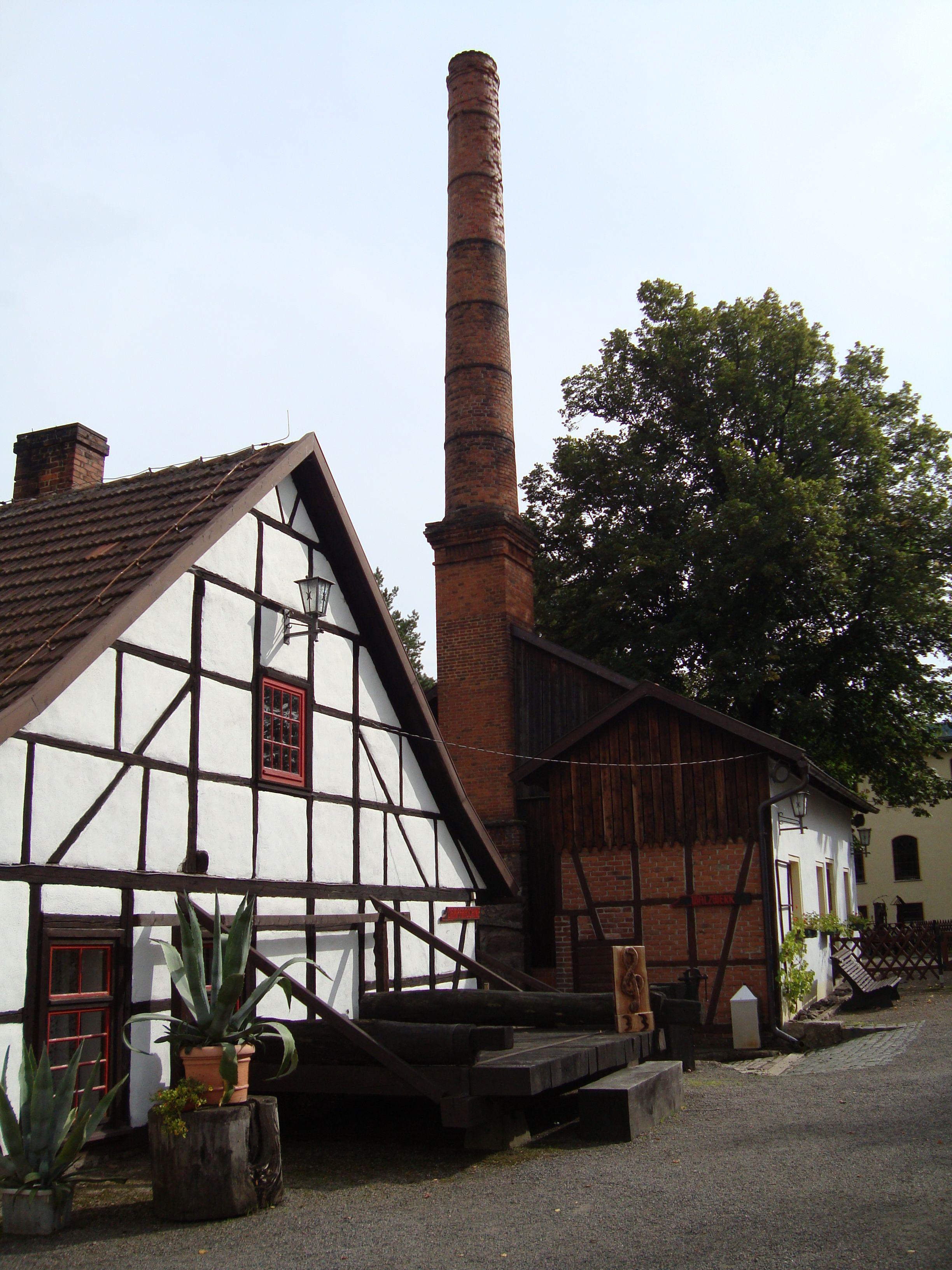
Der Tobiashammer als Museum heute (2010)

Am 1. April 1839 begründete er zusammen mit dem Kaufmann Friedrich Ferdinand Ortlepp die Firma „Carl Maelzer & Comp.“, die am 15. September des Jahres den Tobiashammer in Ohrdruf erwarb. Danach ließ er die Produktionsanlage ständig erweitern. 1851 bis 1854 erfolgte der Einbau eines Blechwalzwerkes. 1865 wurde ein zweites Hammerwerk aufgestellt. Das Unternehmen hatte schließlich 20–30 Mitarbeiter, die aus Ohrdruf und den umliegenden Gemeinden kamen. Es wurde viel Geld investiert, um das Schmiedewerk am Laufen zu halten und profitabler zu machen.
Als Stadtrat in Gotha betätigte sich Maelzer auch politisch für die Region.

## Nachwirken

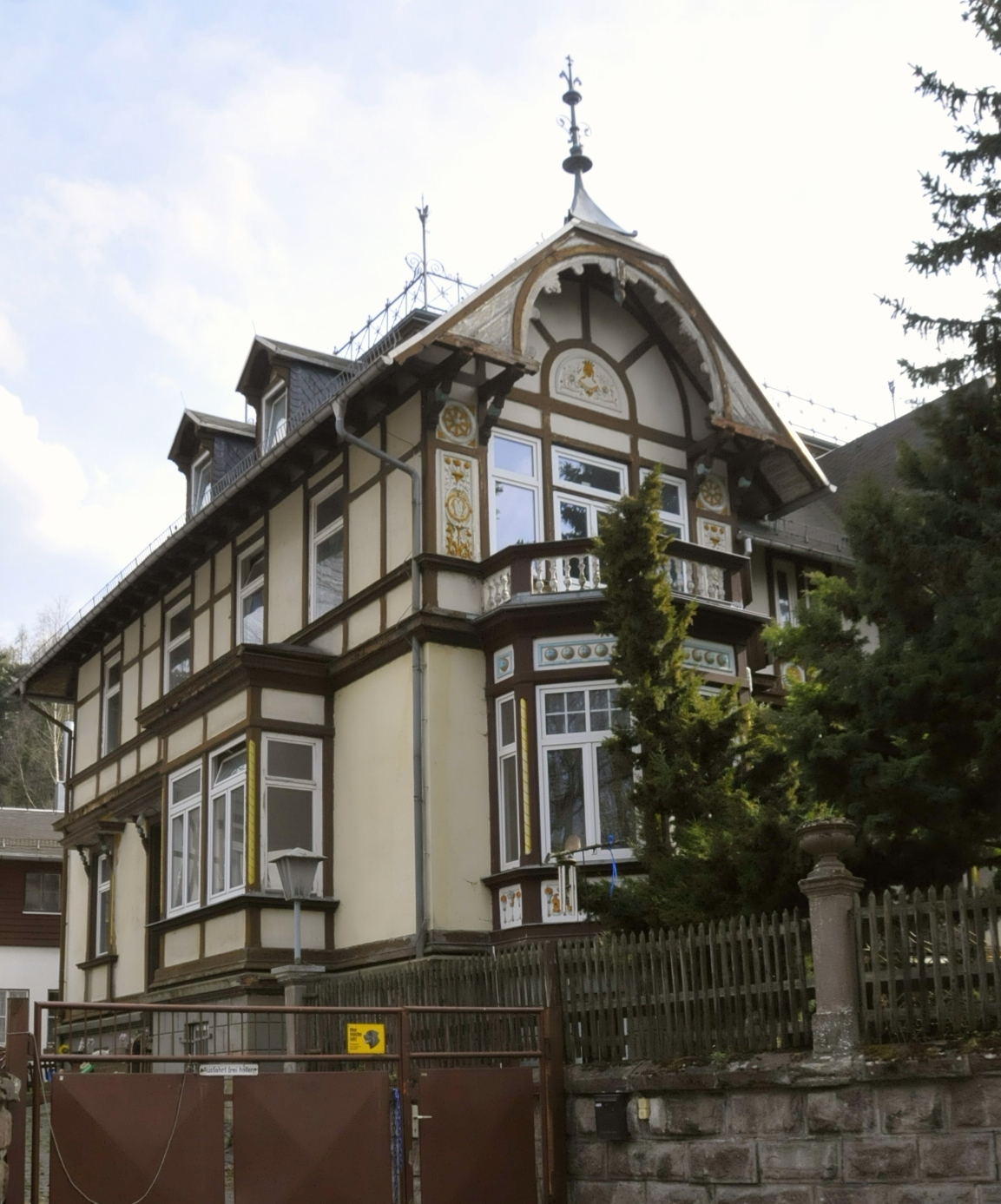
Die Villa Wölfiser Straße 4 in Luisenthal (2015)

1872, nach dem Tod von Carl Friedrich Maelzer, übernahm sein Sohn August Christian Maelzer (1844–1892) die Firma als Alleininhaber. Er vergrößerte das Anwesen durch den Ankauf von Ländereien und ließ landwirtschaftliche Gebäude (Kuh- und Pferdestall), Remisen und Scheune bauen. Nach dessen Tod leitete seine Frau Minna (* 1849 in Suhl, † 1922) die Geschäfte. Sie ließ sich 1899 durch den Gothaer Architekten Julius Krusewitz die heute unter Denkmalschutz stehende „Villa Sylvia“ am Kienberg in Luisenthal, Wölfiser Straße 4 mit 745 m² Wohnfläche erbauen. 1900 übertrug sie den Tobiashammer ihrem Schwiegersohn Hans Bähr (* 1891, † nach 1972). Dieser trat 1919 in die elterliche Firma ein und wurde am 1. Januar 1941 alleiniger Inhaber der Carl Maelzer & Comp. GmbH. Am 1. Juli 1972 verkaufte Hans Bähr den Tobiashammer an den Wirtschaftsrat des Bezirks Erfurt, der ihn stilllegte und im Folgejahr den Betrieb dem VEB Stahlverformungswerk Ohrdruf, einem Zweigwerk der VEB Bergbau- und Hüttenkombinat Maxhütte, zuordnete.